# Martin Fruwein z Podolí
Martin Fruwein z Podolí (také Fruvein, Fruewein, od roku 1619 Frühwein von Podoli; datum narození neznámé Schmiedeberg, Svídnické knížectví – 7. června 1621, Praha) byl pražský měšťan, advokát, purkrabí zemských desk a účastník Stavovského povstání v letech 1618–1620. V roce 1621 nebyl na Staroměstském náměstí popraven, neboť ještě před popravou spáchal sebevraždu skokem z Bílé věže do Jeleního příkopu.

## Životopis

### Rodina
Datum narození Martina Fruweina je neznámé. Pocházel ze Slezska, odkud přišel v roce 1597 do Prahy, kde se na Starém městě pražském stal měšťanem a advokátem. Později za ním přišel do Prahy i jeho bratr Benjamin, působící rovněž jako advokát. Martin měl tři syny (Eliáše, Felixe a Matyáše) a Benjamin jednoho (Adama).

### Kariéra
Od roku 1597 působil v Praze jako advokát a vstoupil do služeb Petra Voka z Rožmberka. Během této služby přijal českobratrskou víru a stal se politickým mluvčím Jednoty bratrské. Zastával v ní významné postavení a stal se voleným zástupcem evangelických stavů (defensorem). Po vydání Rudolfova Majestátu dohlížel nad dodržováním náboženské svobody v Čechách. V roce 1611 se stal členem stavovské komise, která měla za úkol vyšetřit, kdo je hlavním viníkem vpádu pasovských vojsk do Čech. Komise potvrdila, že za vpádem těchto vojsk stál sám císař Rudolf II.
Martin Fruwein byl také úzce spjat s Janem Jiřím ze Švamberka. Toto přátelství dokazuje štambuch Jana Jiřího ze Švamberka, ve kterém se nachází kresba Fruweinova erbu s heslem Pamatuj na smrt z roku 1609. Toto heslo jej může vázat k Řádu lebky, jehož zakladatelem byl Petr Vok z Rožmberka. Ten řádu určil latinské heslo Memento Mori, česky Pamatuj na smrt.

### Stavovské povstání

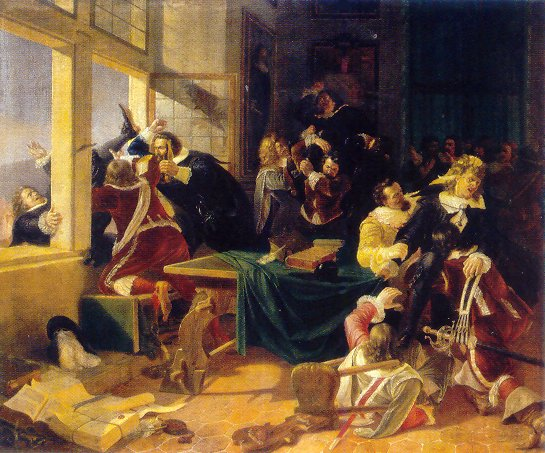
Pražská defenestrace 1618

V roce 1618 byl Fruwein jedním z organizátorů stavovského povstání. Jako zástupce měšťanského stavu se zúčastnil konspirační schůzky sedmi českých pánů v paláci Smiřických, kde bylo rozhodnuto svrhnout habsburské místodržící na Pražském hradě. Spiklenci se druhý den vydali na hrad a stali se tak strůjci druhé pražské defenestrace.
Fruwein se stal i členem vzbouřenecké stavovské vlády – direktoria. Byl zvolen direktorem městského stavu. Po zvolení Fridricha Falckého v roce 1619 byl jmenován hofrychtéřem královských i věnných měst. Za své služby od něj získal predikát „z Podolí“.
Po bitvě na Bílé hoře v roce 1620, kde bylo stavovské povstání na hlavu poraženo, byl zajat, oloupen a podroben mučení.

### Vězení

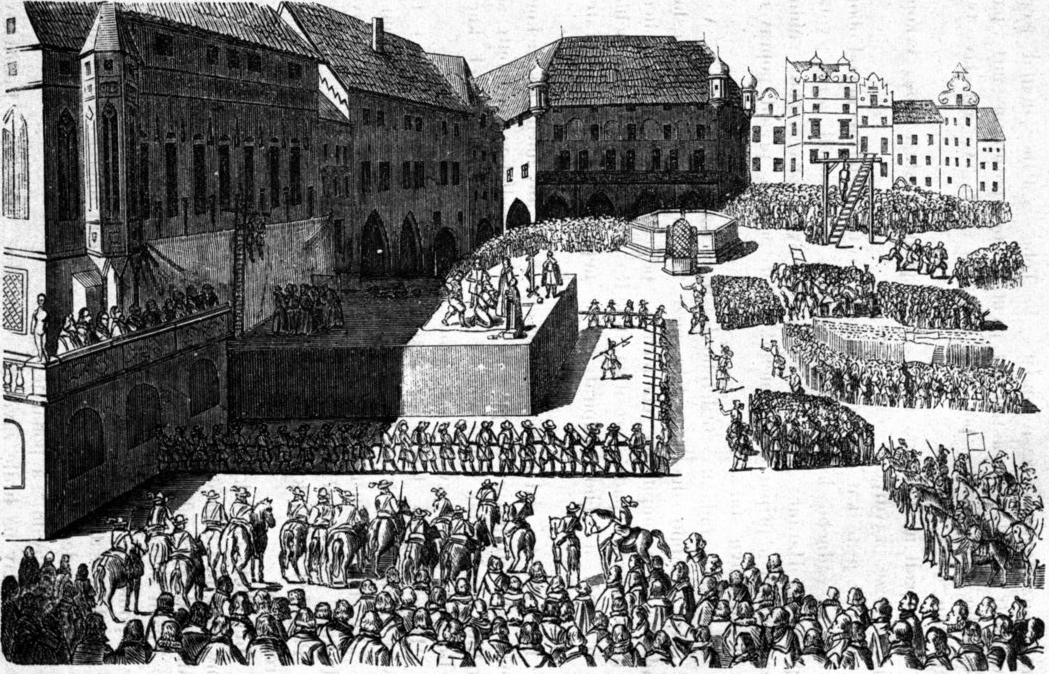
Poprava sedmadvaceti českých pánů 1621

Zpočátku byl uvězněn v podzemním vězení Staroměstské radnice, potom byl přemístěn do Bílé věže na Pražském hradě. Odtud vodil velitel hradní stráže Petr Příchovský z Příchovic s ozbrojeným doprovodem jednotlivé vězně do soudní síně k výslechům. Koncem května 1621 byly vyneseny rozsudky. Martin Fruwein měl být společně s dalšími sedmadvaceti povstalci popraven na Staroměstském náměstí. Ještě před popravou mu měl být vyříznut jazyk, neboť nejvíce prý zhřešil proti císařskému majestátu svými projevy. Pak měl být sťat a jeho tělo rozčtvrceno.
Císaři Ferdinandu II. Habsburskému však protokoly z výslechů nestačily, a proto měli být někteří vězni vyslechnuti na mučidlech. Patřil mezi ně i Martin Fruwein. Byl již nemocný a pobýval v žalářní kobce v nejvyšším patře Bílé věže. Když jej v pondělí 7. června 1621 předváděli k výslechu, požádal o návštěvu toalety, v podstřeší věže se protáhl vikýřem a skočil ze střechy do Jeleního příkopu Pražského hradu. Byl na místě mrtev.
Císařský místodržitel a předseda exekuční komise Karel z Lichtenštejna napsal do Vídně císaři, že se Martin Fruwein zabil ze zoufalství a strachu před trestem. Bylo tedy rozhodnuto vykonat krvavý ortel i na mrtvém těle. Hlava byla přibita na šibenici na Koňském trhu, dnešní Václavské náměstí, jedna čtvrť těla byla pověšena u silnice na bělohorské pláni, ostatní před městské brány na dalších třech světových stranách.

## Připomínka na Staroměstském náměstí
V roce 2011 v předvečer vzpomínkové akce k 390. výročí českého stavovského povstání umělecká skupina Ztohoven umístila na dlažbě staroměstského náměstí v Praze 28. kříž za tuto oběť.